# پل گاودوش‌آباد اوغان
پل گاودوش آباد اوغان مربوط به دوره صفوی - دوره قاجار است و در ۸ کیلومتری شمال سرآب در جاده روستای گاودوش‌آباد و بر روی رودخانه‌ای که از  شرق به غرب جریان دارد واقع شده و این اثر در تاریخ ۲۴ تیر ۱۳۸۲ با شمارهٔ ثبت ۹۱۸۳ به‌عنوان یکی از آثار ملی ایران به ثبت رسیده است.